# Baruch Goldstein
Baruch Goldstein (Hebreeuws: ברוך גולדשטיין) (Brooklyn, 9 december 1956 – Hebron, 25 februari 1994) was een Israëlische terrorist van Amerikaanse komaf. Hij woonde in de Israëlische nederzetting Kirjat Arba en diende als arts in het Israëlische leger. Op 25 februari 1994 richtte hij een bloedbad aan onder biddende Palestijnen in de Ibrahimi-moskee in Hebron. Hij werd buiten de moskee zelf gedood.

## Achtergrond
Goldstein was lid van Kach en de Jewish Defense League en liet zich inspireren door extremisten als rabbijn Meir Kahane. De daad van Goldstein werd door veel Israëli's afgekeurd, onder wie toenmalig premier Yitzak Rabin. Extremistische rabbijnen echter spraken vol lof over de aanslag.

## Aanslag
In oktober 1993, een maand na de Oslo-akkoorden, had Goldstein zuur op gebedskleedjes in de Ibrahimi-moskee gegoten, waardoor er grote gaten in gebrand waren, en had hij zes biddende Palestijnen aangevallen. Een brief hierover van het moslimbestuur (“These daily violations in the Ibrahimi mosque cannot be given silent treatment.") gericht aan de Israëlische premier Yitzak Rabin, was niet beantwoord en de Israëlische autoriteiten hadden er geen actie op ondernomen.
Op 24 februari 1994, tijdens de Ramadan, drong Goldstein gewapend en gekleed in een militair uniform de Ibrahimi-moskee in Hebron binnen en opende het vuur op een groep van zo'n 800 biddende moslims. Hierbij werden zeker 30 moslims vermoord en 150 gewond. Goldstein zelf werd daarna dood gevonden in de moskee. Er schijnen, volgens de arts van het ziekenhuis, ook handgranaten bij de aanval gebruikt te zijn. 
Goldstein gebruikte voor zijn actie een automatisch Galil-aanvalsgeweer, een Israëlische kopie van de Sovjet AK47.
Deze daad leidde onmiddellijk tot een grote rel waarbij het leger nog eens 12 Palestijnen dood schoot.
De PLO eiste dat Israël alle 120.000 Joodse kolonisten in de bezette gebieden ontwapende, en dat de Verenigde Naties maatregelen zouden nemen om Palestijnen te beschermen.

### Maatregelen
De Veiligheidsraad van de Verenigde Naties nam daarop Resolutie 904 aan die resulteerde in de aanstelling van een internationaal team, de Temporary International Presence in Hebron (TIPH), ter bescherming van de Palestijnen. Israël nam, in plaats van strafmaatregelen tegen de kolonisten, strafmaatregelen tegen de Palestijnenː de bewegingsvrijheid van Palestijnen in Hebron werd beperkt en er werden hen allerlei restricties opgelegd , welke na 20 jaar nog steeds van kracht zijn. 

#### Nadien
Goldsteins graf in Kirjat Arba werd een pelgrimsplaats met op het graf het opschrift '...Son of Israël'.. Het graf ligt naast het Kahane Memorial Park. 
Tijdens het joodse Poerimfeest dansen militante en extremistische joden uit de Israëlische nederzetting Kirjat Arba en uit wijken van Oost-Jeruzalem rond het graf van Goldstein. Daarbij zingen ze liederen waarin Goldsteins daden bejubeld worden en lezen ze gebeden.